# ピュトー・グループ
ピュトー・グループ（ピュトー派、Puteaux Group）とは、キュビスムを志向したグループの名称。おおむね、1910年から1914年（第一次世界大戦開始）まで存在した。
1912年に最初のキュビズムに関する論文DuCubismeが執筆され、同年出版されたあと、翌1913年に英語とロシア語に翻訳された。その名前は、ピカソとジョルジュ・ブラックのアトリエ「洗濯船」（Bateau Lavoir, Rue Ravignan, Montmartre; モンマルトル・ラヴィニャン街のバトー・ラヴォワール）に対抗するかのように、パリ郊外のピュトーに集ったことに由来する。ピュトーには、当時、レイモン・デュシャン＝ヴィヨン、フランティセック･クプカ、ジャック･ヴィヨンらのアトリエが集中していた。
所属した主要な画家は、以下の通り。
- ホワン・グリス（Juan Gris; 1887年-1927年）
- フェルナン・レジェ（Fernand Leger; 1881年-1955年）
- アルベール・グレーズ（Albert Gleizes (Albert-Léon Gleizes); 1881年-1953年）
- ジャン・メッツァンジェ（Jean Metzinger; 1883年-1956年）
- ルイ・マルクーシ（Louis Marcoussis; 1883年-1941年）
- アンドレ・ロート（André Lhote; 1885年-1962年）
- ジャック・ヴィヨン（Jacques Villon (Gaston Emile Duchamp, Gaston Duchamp); 1875年-1963年）
- ロジェ・ド・ラ・フレネー（Roger de la Fresnaye; 1885年-1925年）
- フランティセック・クプカ（Frantisek Kupka; 1871年-1957年）
- フランシス・ピカビア（Francis Picabia; 1879年-1953年）
- マルセル・デュシャン（Marcel Duchamp; 1887年-1968年）
- アレクサンダー・アーキペンコ（Alexander Archipenko; 1887年-1964年）
- レイモン・デュシャン＝ヴィヨン（Raymond Duchamp-Villon; 1887年-1918年）

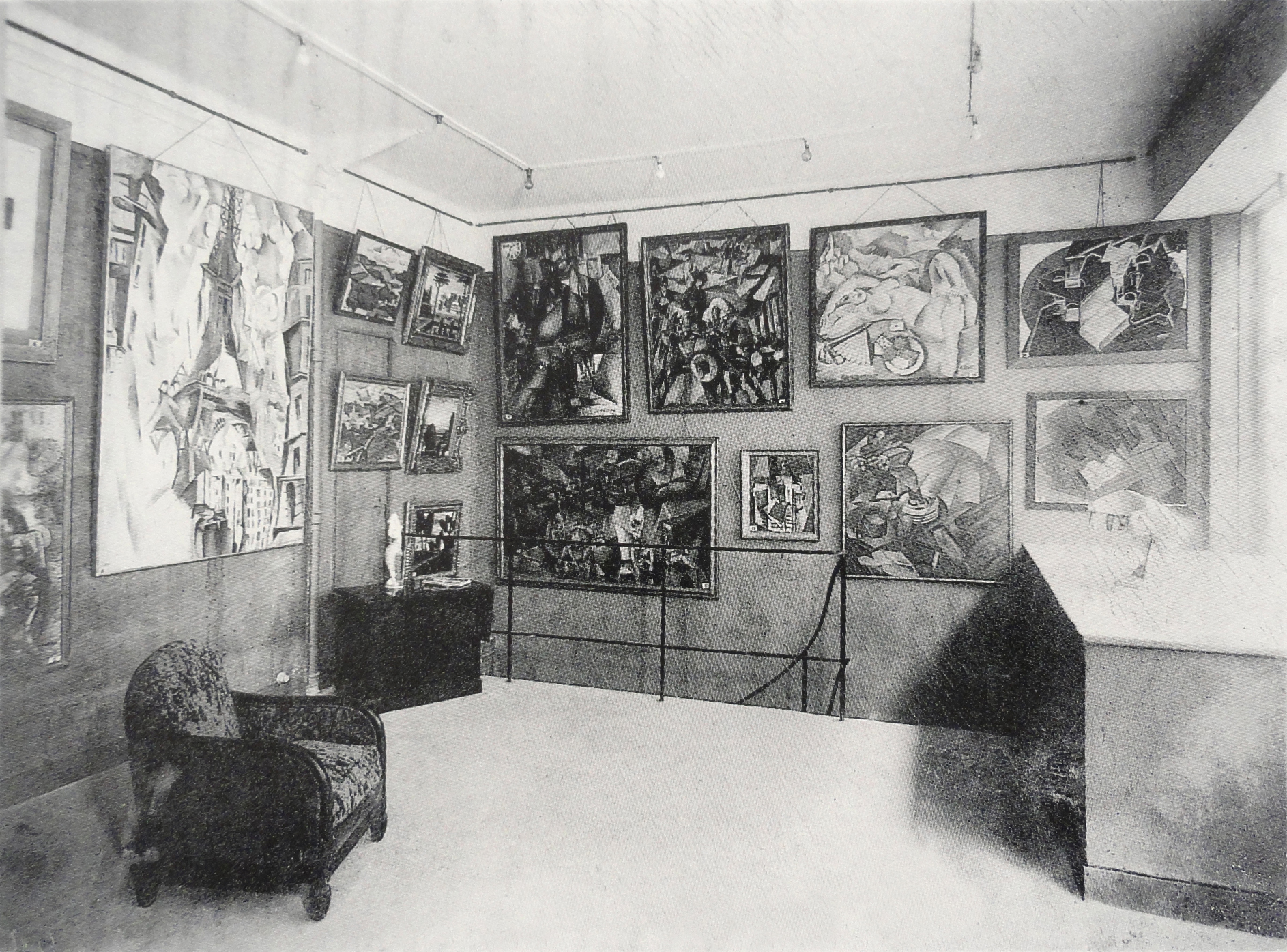
1925年のセクション・ドールの展覧会

彼らはまた、みずからをセクション・ドール（黄金分割、Section d'Or）とも呼び、1912年には、同名の展覧会を開催し、同名の雑誌（1号限り）を発行した。
彼らの考え方の基本は、分析的キュビスムが色彩を放棄したことへの批判から始まり、絵画としての豊かさを復活させようという点にあった。この考え方は、総合的キュビスムにも影響を与えているが、グループ内でも考え方がまとまっておらずキュビスムの考え方を分散させたこと（論理的な統一を失わせたこと）、また、このグループの構成員は、必ずしも理論を重視せず、「見た目」だけを真似した場合があったため、キュビスム自体を装飾化・通俗化させたこと、さらには、一部が、オルフィスムを経由して、もともとのキュビスムが予定していない抽象絵画へ向かったことなどが批判されている。これらの点については、特に、ピュリスムが批判している。
このグループの著作の面における成果としては、メッツァンジェとグレーズによる『キュビスムについて』（1912年）を挙げることができる。

## 1912年のSalon de la Section d'Or（セクション・ドール展）の出展作品例

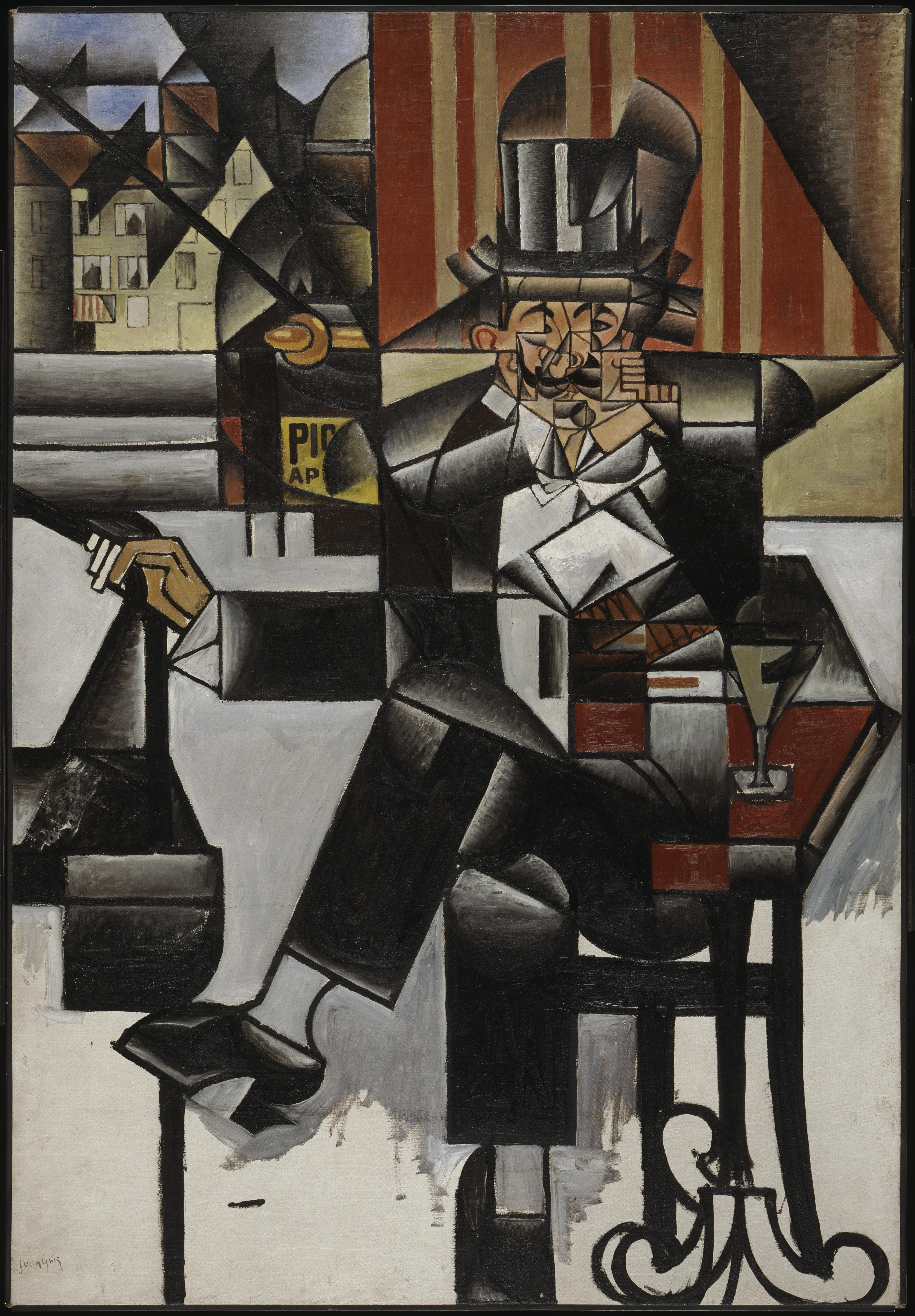
フアン・グリス, 1912, Man in a Café
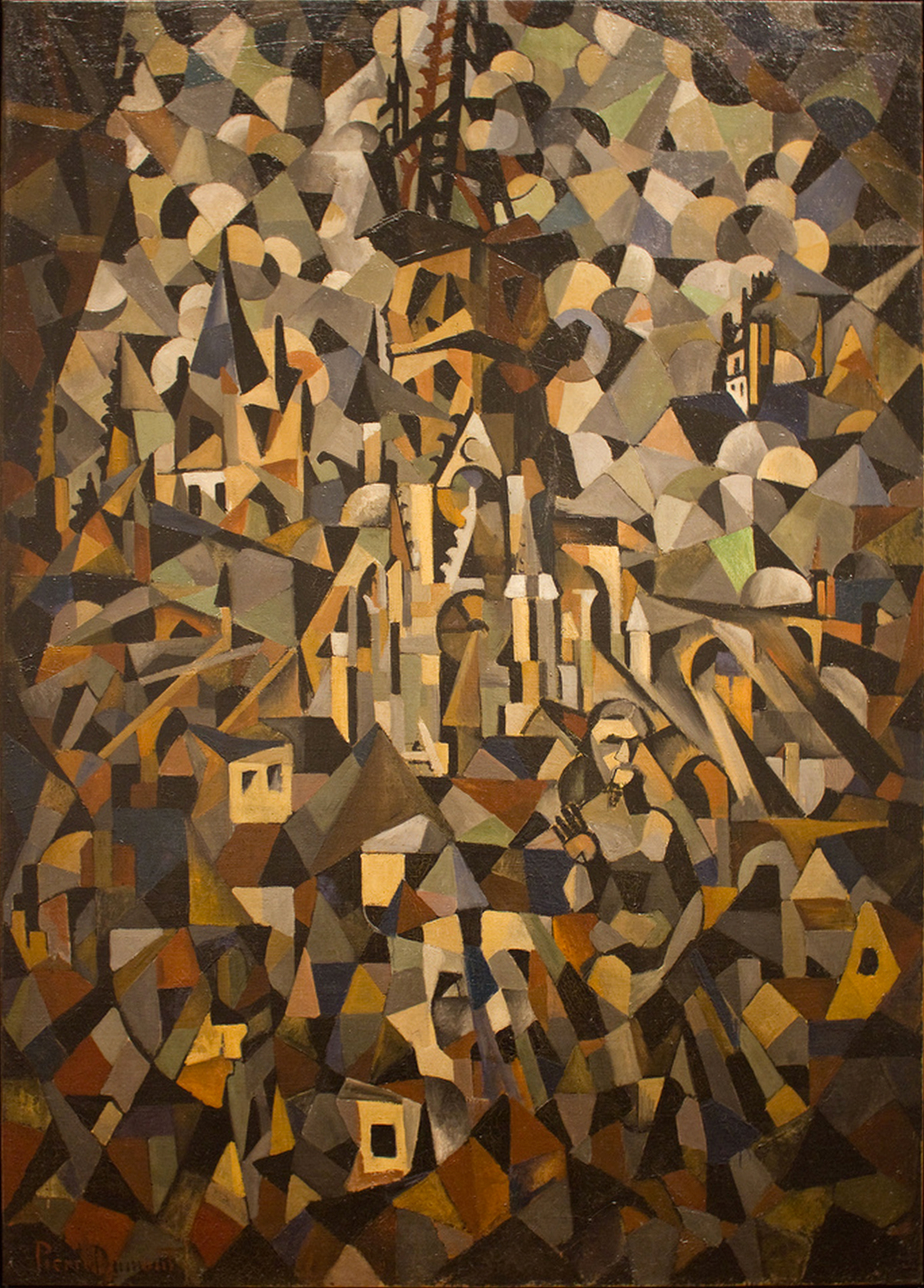
ピエール・デュモン, c.1912, Cathédrale de Rouen (Rouen Cathedral)
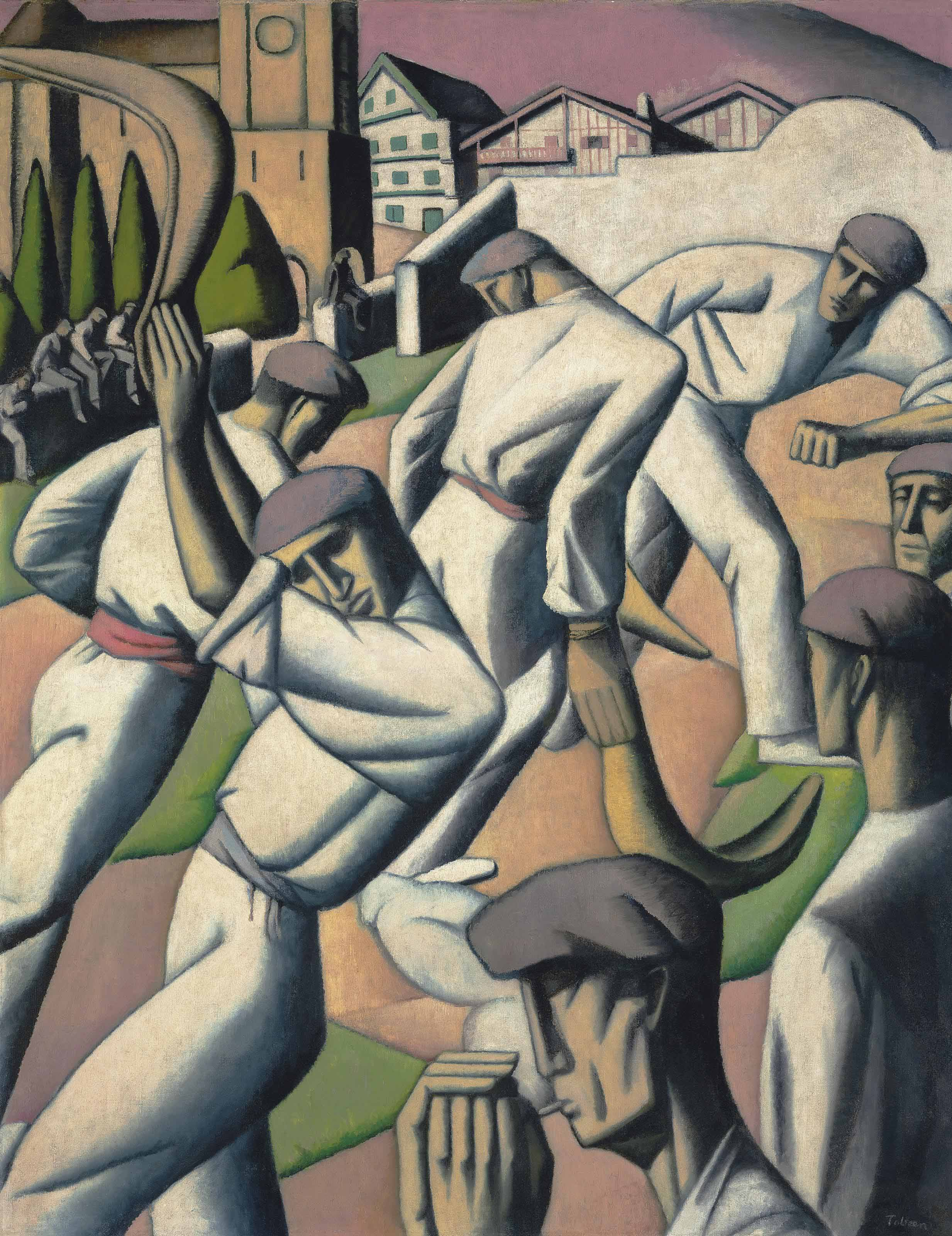
トビーン(Tobeen,) 1912, Pelotaris,